# الصومال في الألعاب الأولمبية الصيفية 2020
شاركت الصومال في الألعاب الأولمبية الصيفية 2020 في طوكيو. والتي تأجلت من عام 2020 إلى الفترة بين 23 يوليو و8 أغسطس 2021 نتيجة لجائحة فيروس كورونا. كانت هذه هي المشاركة العاشرة للصومال في الألعاب الأولمبية الصيفية بعد أول مشاركة في دورة 1972.

## الرياضيّون
| الرياضة     | رجال | سيدات | مجموع |
| ----------- | ---- | ----- | ----- |
| ألعاب القوى | 1    | 0     | 1     |
| الملاكمة    | 0    | 1     | 1     |
| المجموع     | 1    | 1     | 2     |

## ألعاب القوى
منح الاتحاد الدولي لألعاب القوى مقعدًا للصومال للمشاركة برياضيّ واحد للأولمبياد.

## الملاكمة
حصلت الصومال على دعوة من اللجنة الثلاثية لإرسال الملاكمة رملا علي للأولمبياد.